# 片桐典徳
片桐 典徳（かたぎり つねのり、1909年9月8日 - 1991年9月21日）は、日本の実業家、鉄道実業家。京浜急行電鉄代表取締役社長、会長など重職を歴任。中興の祖と言われる。

## 来歴・人物
長野県下伊那郡神稲村（現豊丘村）生まれ、旧制飯田商業学校（長野県飯田長姫高等学校）を経て、1930年昭和鉄道学校高等科卒業、湘南電気鉄道入社、駅務係として勤務しながら旧制横濱専門学校高等商業科（現：神奈川大学）1934年卒業。大東急解体後、京浜急行電鉄1955年総務部長、1975年5月27日から1981年6月25日まで社長。1975年からエヌケービー代表取締役社長。1980年12月に横浜新都市センターが設立されると同社社長に就任。1981年6月25日から1987年6月26日名誉会長。1988年11月に横浜駅東口振興協議会が結成されると同会長に就任。1991年日本交通文化協会会長。このほか公職として日本民営鉄道協会会長、都市開発協会理事長等を兼任。